# Das Grauen schleicht durch Tokio
Das Grauen schleicht durch Tokio (jap. 美女と液体人間, Bijo to Ekitai Ningen, wörtlich: „die Schönheit und der Flüssigmensch“) ist ein japanischer Science-Fiction-Horrorfilm der Tōhō Studios aus dem Jahr 1958. Der Film wurde von dem Team um den Regisseur Ishirō Honda, den Spezialeffekt-Leiter Eiji Tsuburaya und den Produzenten Tomoyuki Tanaka gedreht, das auch die Godzilla-Filme produzierte. Die Filmmusik stammt von Masaru Satō.

## Handlung
Der Fischkutter Ryujin Maru II verschwindet in einem nuklearen Testgebiet im Pazifischen Ozean. Einige Tage später wird das Schiff von einem anderen Schiff entdeckt. Die Matrosen gehen an Bord, finden aber dort niemanden vor. Einer der Matrosen wird von einer blauen Flüssigkeit getötet, die ihn auflöst und nur seine Kleidung hinterlässt. Danach nimmt die Flüssigkeit die Gestalt eines Menschen an und attackiert die Männer. Nur zwei von ihnen können entkommen.
In Tokio fängt der Drogenschmuggler Misaki während einer Übergabe plötzlich an zu schreien und rennt vor ein Taxi. Als der Fahrer nach ihm sieht, ist nur noch seine Kleidung vorhanden. Bei ihren Ermittlungen stößt die Polizei auf seine Freundin, die Nachtclubsängerin Chikako Arai, und Professor Masada. Masada glaubt, dass Misakis Verschwinden mit einer hohen Strahlungsdosis zusammenhängt, findet aber kein Gehör bei den Polizisten.
In derselben Nacht wird Chikako von einem Fremden bedroht, der sich nach Misaki erkundigt. Der Mann verschwindet durch das Fenster, kurz darauf fallen Schüsse. Von dem Fremden ist nur die Kleidung zurückgeblieben. Masada wendet sich erneut an die Polizei. Er hat die Geschichte von den vier Seeleuten gehört, die ihr Leben an Bord des Fischkutters verloren. Er demonstriert der Polizei den Effekt der Strahlung an einem Ochsenfrosch, der sich in eine Flüssigkeit verwandelt.
Nachdem Masada eine Rettungsweste des Fischkutters im Hafen findet, glaubt er, dass die Flüssigkeit an dieser haftend nach Tokio gekommen ist und nun durch die Stadt wandelt. Wieder versucht er die Polizei von seiner Theorie zu überzeugen, doch vergeblich. Erst als die Polizisten in dem Club, in dem Chikako arbeitet, mit den Monstern in Kontakt kommen, schenken sie ihm Glauben. In einem Showdown in der Kanalisation werden die Monster verbrannt.

## Uraufführungen
- Japan: 24. Juni 1958
- USA: 28. Mai 1959
- Deutschland: 29. Mai 1959[1]

## Kritik
Das Lexikon des Science Fiction Films schrieb über den Film:

„Nicht unbedingt einer der besseren Filme Hondas.“